# قوربان بيريموف
قوربان باخشالي أوغلو بيريموف - (بالأذرية: Qurban Pirimov) عازف تار، موسيقار أذربيجاني، فنان التكريم في جمهورية أذربيجان الاشتراكية السوفيتية (1929)، فنان الشعب الأول في جمهورية أذربيجان الاشتراكية السوفيتية (1931).

## حياته

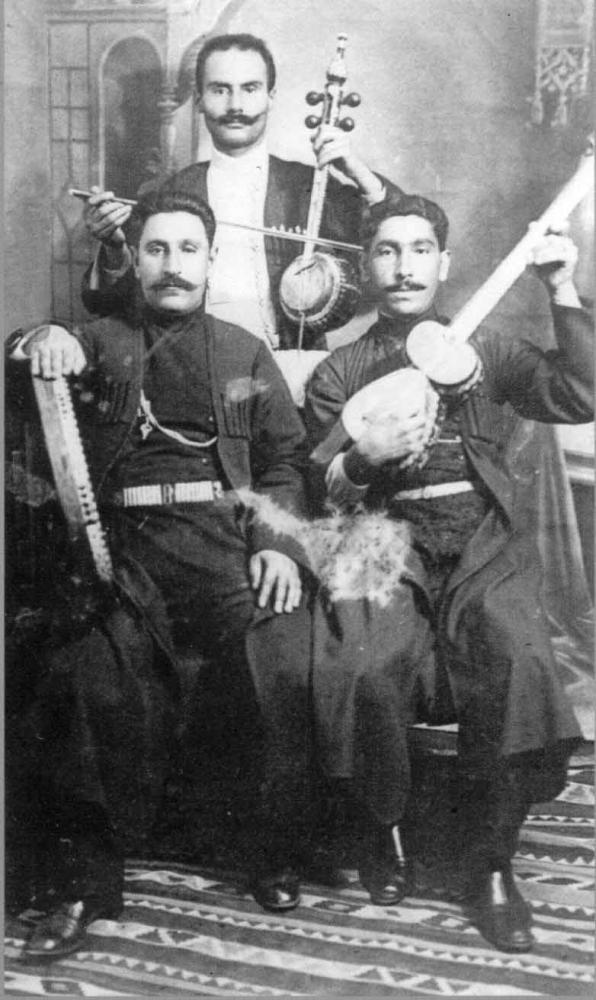
مقام مقام ثلاثي (قوربان بيريموف في اليمين)

ولد قوربان بيريموف في أكتوبر عام 1880، في عائلة عاشيق واليح من القرن الثامن عشر بقاراباغ. تلقى تعليمه الثانوية في المدرسة الأذربيجانية والروسية في شوشا.
قوربان بيريموف أصبح طالبًا من عازف تار الشهير صاديقجان، خالق تارالحديث.
في 1905، جبار كرياجديوغلو اقترح أن تعملي معه، حتى دخل قوربان بيريموف الثلاثي، وبدأ في الأداء جنبا إلى جنب مع جبار كرياجديوغلو وساشا أرجاناشفيلي، فتلقوا هذا الثلاثي نجاحا تتجاوز إلى حد بعيد حدود.
في 1929 حصل قوربان بيريموف على لقب الشرف فنان التكريم في جمهورية أذربيجان الاشتراكية السوفيتية، و في 1931 فنان الشعب الأول في جمهورية أذربيجان الاشتراكية السوفيتية.
كان قوربان بيريموف يعمل كمدرس أيضا، بين طلابه على سبيل المثال فنانون الشعب في أذربيجان، عاوف تار معروف بهرام منصوروف، حبيب بيراموف، سارفار إبراهيموف.
توفي قوربان بيريموف في 29 أغسطس عام 1965 في باكو, دفن في ممشى الفخري.

## وصلات خارجية
- Jabbar Karyagdioglu, Kurban Primov, Gilman Salahov
- Azərbaycan Xalq Çalğı Alətləri Orkestri - "Bayatı-Şiraz"